# Bernhard Christian Kosegarten
Bernhard Christian Kosegarten (* 7. März 1722 in Parchim; † 17. Juni 1803 in Grevesmühlen) war ein deutscher evangelischer Theologe, Pastor und Präpositus.

## Leben
Seine Eltern, der Gewürzhändler Adam Kosegarten und dessen Ehefrau Ilsabe Sophie Hartmann, Tochter des Malchower Pastors (Johann) Adam Hartmann († 1739) und Schwester des Rostocker Professors Joachim Hartmann, zogen nach Stargard, wo der Sohn den ersten Unterricht erhielt. Ab 1734 besuchte er die Gelehrtenschule in Neubrandenburg, ab 1737 die Domschule Güstrow und ab 1739 die Universität Rostock. Ab 1741 war er Hauslehrer und 1745 ging er in der Hoffnung eine Feldpredigerstelle zu erhalten nach Halle und studierte dort hauptsächlich die hebräische und die französische Sprache. 1748 erregte er mit einer theologischen Schrift in Mecklenburg einiges Aufsehen, musste sich vor dem Konsistorium dafür verantworten und seine Thesen per Eid widerrufen. 1750 wurde Kosegarten Adjunkt in Grevesmühlen und erhielt 1767 die Präpositur.

## Familie
Bernhard Christian Kosegarten war viermal verheiratet. Bekannt sind aus diesen Ehen 13 Kinder.
In der ersten, 1750 mit der Grevesmühlener Pastorentochter Sophie Johanna Buttstädt († 1762) geschlossenen Ehe hatte er u. a. die Söhne Johann (Joachim) (1751–1825) und Ludwig Gotthard Kosegarten. 1762 heiratete er die Schweriner Hofratstochter Anna Christina Stiegehaus (1743–1797) und hatte mit ihr u. a. die Söhne Christian und Friedrich Franz. 1798 heiratete Kosegarten die sehr viel jüngere Tochter Friederike des Ratschirurgen Schröder aus Lübeck. Die Ehe wurde kurz darauf bereits wieder geschieden und 1802 heiratete sie ihren Pflegesohn Friedrich Franz, der sie einer zeitgenössischen Überlieferung zufolge dem Vater „abwendig“ gemacht hatte. 1801 oder 1802 heiratete Kosegarten dann noch das aus Trondheim stammende Dienstmädchen Anne Katharine Linden, starb aber bereits zwei Jahre später.

## Schriften
- Untersuchte Lehre vom Stande der Erniedrigung des Erlösers. Neubrandenburg 1748
  - Dazu: Auszug der erheblichsten Irthümer einer zu Neubrandenburg 1748. ans Licht getretenen, guten Theils aber unterdruckten Schrift, betitult: untersuchte Lehre vom Stande der Erniedrigung des Erlösers, deren Uhrheber solche seine Irthümer vor der Theologischen Facultät zu Rostock sämtlich erkant und eydlich wiederruffen; die angefügten richtigen Gegen-Sätze aber mit Mund und Hertzen anzunehmen sich erkläret hat; zu Hebung des aus besagter Schrift entstandenen und zu besorgenden Aergernisses: nach Amt und Gewissen öffentlich dargelegt von schon beregter Theologischen Facultät. Rostock 1750 (Digitalisat)
- Erklärung der Sünden wider des Menschen Sohn und den heiligen Geist. Rostock 1751
- Gründliche Beantwortung der sogenannten abgenöthigten Vertheidigung des Hrn. M. Ziegra. Rostock und Wismar 1753
- Erbauliche Betrachtungen. Rostock 1757
- Des Herrn Abendmahl, zur Förderung des Christenthums und der Menschlichkeit. 1783